# Pohlmann
И́нго По́льман (нем. Ingo Pohlmann; 18 мая 1972, Реда-Виденбрюк) — немецкий музыкант (сценическое имя Pohlmann).

## Биография
Инго Польман родился в Реда-Виденбрюке, небольшом городке в земле Северный Рейн-Вестфалия. После окончания школы и прохождения службы в армии Инго переехал в Гамбург, где стал фронтменом квартета «Goldjunge», с которым музыкант записал один альбом и два сингла. После распада группы Польман при поддержке продюсеров Яна Лёхеля, Хеннига Веланда и Кристиана Неандера записал свой первый сольный альбом «Zwischen Heimweh und Fernsucht».
В 2007 года Польман выступил на конкурсе песни Бундесвидение Стефана Рабса, где представлял Северный Рейн-Вестфалию с песней Mädchen und Rabauken и в итоге занял 5-е место. В сентябре 2013 года Инго вновь стал участником Бундесвидения, но на этот раз занял уже 12-е место. На данный момент Инго Польман записал четыре сольных альбома и активно гастролирует по Германии.

## Состав группы Польмана
Вместе с Инго на концертах выступают:
- Ларс Кёльн — гитара
- Алекс Грубе — бас-гитара
- Хаген Кур — виолончель
- Рейнер Хуберт — ударные

## Дискография

### Альбомы
- 24 февраля 2006: Zwischen Heimweh und Fernsucht
- 21 сентября 2007: Fliegende Fische
- 17 сентября 2010: König der Straßen
- 10 мая 2013: Nix ohne Grund

### Синглы
- 23 июня 2006: Wenn jetzt Sommer wär
- 6 октября 2006: Der Junge ist verliebt
- 2 февраля 2007: Mädchen und Rabauken
- 7 сентября 2007: Wenn es scheint, dass nichts gelingt
- 2 июня 2008: Fliegende Fische
- 10 сентября 2010: Für Dich
- 28 января 2011: König der Straßen
- 3 июня 2011: Wenn sie lächelt EP
- 3 мая 2013: StarWars

### Компиляции
- Was bleibt с трибьютного альбома Die Fantastischen Vier